# 米舍利娜·卡尔米-雷伊
米舍利娜·卡尔米-雷伊（法語：Micheline Calmy-Rey，1945年7月8日—），瑞士政治家，現屬於瑞士社會民主黨。曾經擔任過日內瓦州社民黨主席、州長、州議會財政委員會主席、議長以及州政府財政部長。2003年起成為瑞士聯邦委員會的成員，並擔任瑞士联邦外交事务部部長。是2007、2011年的聯邦總統。
在2005年的一場關於聯邦委員支持率的民意調查中，米舍利娜·卡尔米-雷伊得到最高的支持，有三分之二以上的瑞士人信任她的表現。此外，她是支持瑞士加入歐盟的人士之一。

## 早年生平及教育
卡尔米-雷伊在1945年出生於瑞士瓦萊州的锡永，她的母親是阿德琳（Adeline）；父親則是夏尔（Charles）。1963年，卡尔米-雷伊於聖莫里斯（St. Maurice）完成學業。1966年她與安德烈·卡尔米（André Calmy）結婚，兩人育有兩個小孩。到了1968年，又在日內瓦国际关系及发展高等学院（Institut de hautes études internationales）獲得了政治科學學位。

## 職業生涯

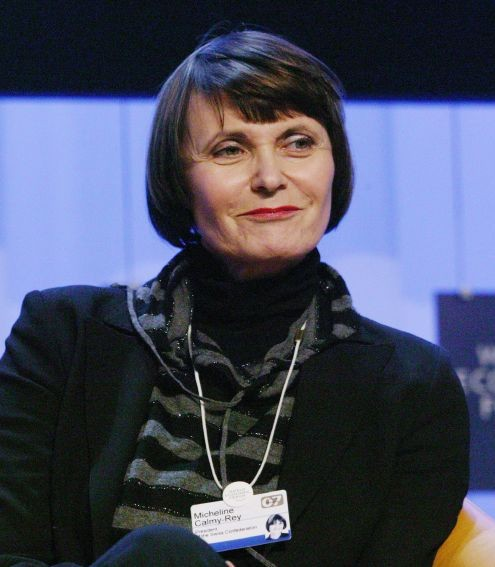
2007

1979年，卡尔米-雷伊加入了瑞士社會民主黨（社民黨）在日內瓦的分部。並從1981年到1997年，擔任日內瓦州議會（Grand Conseil）議員。擔任州議員期間，曾擔任1992年至1993年的社民黨主席。此外，她也是1986年到1990年，以及1993年到1997年的兩屆社民黨日內瓦分部主席。卡尔米-雷伊在1997年受推選而進入日內瓦州委員會（Conseil d'Etat）擔任委員。到了2001年她成為了州委員會中的財政部長。
2002年12月4日，她當選了聯邦委員會委員（由聯邦國會聯席會選出），除了聯邦外交部部長之外，同時也成為了瑞士歷史上第四位女性聯邦委員。2004年3月，卡尔米-雷伊以外交部長的身分出訪朝鮮與韓國。2005年，卡尔米-雷伊三度出訪中東地區。同年，她當選了2006年的瑞士副總統。2006年3月，她表示瑞士應該與歐洲聯盟加強關係。10月，她訪問了中國的北京與廣州。
卡尔米-雷伊在2006年12月13日的國會聯席會選舉中，獲得了147票的支持，成為2007年的瑞士聯邦總統。她是瑞士的第二位女性聯邦總統，第一位是1999年的露特·德賴富斯（Ruth Dreifuss；也是卡尔米-雷伊的前一任委員會成員） 。